# Guerre polono-suédoise (1617-1618)
La guerre polono-suédoise de 1617–1618 constitue une phase de la plus longue guerre polono-suédoise (1600-1629). Elle se situe dans la continuation de la guerre de 1600-1611 et représente une tentative de la part de la Suède de soulager la Russie, alors son alliée, de la pression polonaise. La république des Deux Nations combattait alors également les Tatars et (sur le front sud) l'Empire ottoman.
Les deux causes majeures du déclenchement de la guerre de 1617-1618 étaient d'une part une opposition entre la Suède et la Pologne pour le contrôle de la Livonie et l'Estonie ; et un différend personnel entre Sigismond III Vasa et Gustave II Adolphe pour le trône suédois.

## Contexte
Après la mort de Charles IX de Suède, la Suède fut gouvernée par son fils adolescent, Gustave II Adolphe. Le jeune monarque était soutenu par l'influent chancelier Axel Oxenstierna, qui en avril 1612 accepta de prolonger la trêve avec la république des Deux Nations jusqu'en septembre 1616. Dans le même temps, le roi polonais Sigismond III Vasa n'avait pas renoncé à la couronne suédoise (voir Union polono-suédoise) et se mit à comploter contre Gustave Adolphe, essayant de gagner la noblesse suédoise. Sigismond avait même envisagé de mener une seconde campagne en Suède, mais n'a pas réussi à le faire, étant déjà occupé en Russie.
Après de longues négociations, le 27 février 1617, la Suède et la Russie signèrent le traité de Stolbovo, mettant fin à la guerre d'Ingrie. Gustave Adolphe était maintenant en mesure de concentrer ses efforts en Livonie. Il était soutenu par d'autres États protestants, l'Angleterre et la Hollande.

## La guerre
Le 19 juin 1617, quatre mois après le traité de Stolbovo, une escadre navale suédoise de quatre navires pénétra dans le golfe de Riga et jeta l'ancre à Dünamünde. La forteresse était défendue par de faibles forces polono-lituaniennes sous le commandement du staroste de Rūjiena, Wolmar Farensbach, qui capitula après un siège de deux jours et joignit les envahisseurs. La flotte suédoise bloqua Riga et, en juillet, lorsqu'arrivèrent les renforts, les Suédois purent occuper presque toute la côte livonienne, de Grobiņa à Pärnu. La ville de Pärnu elle-même fut attaquée le 11 août et se rendit après un siège de trois jours. Salacgrīva a été capturée le 18 août ; et, à la fin de l'été, les Suédois contrôlaient toute la Livonie à l'exception de Riga.
Pour sauver la province, la république des Deux Nations envoya en Livonie des forces dirigées par le hetman de Lituanie Christophe Radziwiłł. Ce dernier réussit à convaincre Wolmar Farensbach de revenir du côté polono-lituanien. Les forces de Radziwiłł étaient insuffisantes, mais grâce à ses compétences en tant que commandant, les Lituaniens parvinrent à reprendre presque toutes les villes et forteresses, à l'exception de Pärnu. L'armée lituanienne entra alors dans le duché de Courlande et de Sémigalle, et Radziwiłł demanda son annexion au grand-duché de Lituanie. Sigismond s'y opposa, ce qui conduisit Radziwiłł à démissionner de son poste ; le colonel Jan Sicinski fut ensuite nommé à sa place.
En septembre 1618, une trêve entre la république des Deux Nations et la Suède est signée. La Pologne-Lituanie exige le retour de Pärnu ; mais, comme la guerre entre la République et la Moscovie faisait toujours rage, Sigismond consentit à ce que la ville restât temporairement aux mains des Suédois. La trêve était valable deux ans, expirant en novembre 1620.